# Dennheritz
Dennheritz är en kommun och ort i Landkreis Zwickau i förbundslandet Sachsen i Tyskland. Kommunen har cirka 1 300 invånare.
Kommunen ingår i förvaltningsområdet Crimmitschau-Dennheritz tillsammans med staden Crimmitschau.